# دان استارک
دن استارک (انگلیسی: Don Stark؛ زادهٔ ۵ ژوئیهٔ ۱۹۵۴) یک هنرپیشه اهل ایالات متحده آمریکا است.

## فیلم‌شناسی
او در فیلم‌های اسلج همر!، کارهایی که بعد از مرگت و زندانیان بهشت بازی کرده‌است.